# Теорема О’Нэна — Скотта
Теорема О'Нэна – Скотта — это одна из наиболее влиятельных теорем теории групп перестановок. Столь полезной эту теорему делает классификация простых конечных групп. В исходном виде теорема была о максимальных подгруппах симметрической группы. Она появилась как дополнение к статье Леонарда Скотта, написанной для конференции в Санта-Круз по конечным группам в 1979 со сноской, что Майкл О'Нэн независимо доказал тот же результат.
Теорема утверждает, что максимальная подгруппа  симметрической группы {\displaystyle \mathrm {Sym} (\Omega )}, где {\displaystyle |\Omega |=n}, является одной из следующих: 
1. {\displaystyle S_{k}\times S_{n-k}} стабилизатор k-множества (то есть интранзитивна)
2. Sa wr[англ.]* Sb с n = ab, стабилизатор разбиения на b частей размера a (то есть импримитивна)
3. примитивная (то есть не сохраняет нетривиальное разбиение) и одна из следующих типов:

- AGL(d,p)
- Sl wr Sk, стабилизатор структуры произведения {\displaystyle \Omega =\Delta ^{k}}
- группа диагонального типа
- почти простая группа

В статье «О теореме О'Нэна – Скотта для примитивных групп перестановок» М.У. Либек, Шерил Прегер и Ян Саксл дают полное замкнутое доказательство теоремы.
В дополнение к доказательству они выявили, что истинная сила теоремы О'Нэна – Скотта  заключается в возможности разбить конечные примитивные группы на различные типы.

## Типы О'Нэна – Скотта
Восемь типов О'Нэна – Скотта конечных примитивных групп перестановок следующие:
HA (голоморф абелевой группы): Это примитивные группы, которые являются подгруппами конечной  аффинной полной линейной группы AGL(d,p) для некоторого простого p и положительного целого {\displaystyle d\geqslant 1}. Для такой группы G, если она примитивна, она должна содержать подгруппу всех переносов, и стабилизатор G0 группы G нулевого вектора должен быть неприводимой подгруппой группы GL(d,p). Примитивные группы типа HA описываются наличием единственной минимальной нормальной подгруппы, которая является элементарно абелевой и действует регулярно.
HS (голоморф простой группы): Пусть T — конечная неабелева простая группа. Тогда {\displaystyle M=T{\times }T} действует на {\displaystyle \Omega =T} с помощью {\displaystyle t^{(t_{1},t_{2})}=t_{1}^{-1}tt_{2}}. Теперь M имеет две минимальные нормальные подгруппы {\displaystyle N_{1},N_{2}}, каждая из которых изоморфна T и каждая действует регулярно на {\displaystyle \Omega }, одна с помощью правого умножения, а другая с помощью левого умножения. Действие группы M является примитивным и если мы возьмём {\displaystyle \alpha =1_{T}}, мы получим {\displaystyle M_{\alpha }=\{(t,t)|t\in T\}}, которая включает Inn(T) из {\displaystyle \Omega }. Фактически любой автоморфизм группы T будет действовать на {\displaystyle \Omega }.  Примитивная группа типа HS является тогда любой группой G, такой, что {\displaystyle M\cong T.\mathrm {Inn} (T)\leqslant G\leqslant T.\mathrm {Aut} (T)}. Все такие группы имеют N1 и N2 в качестве минимальных нормальных подгрупп.
HC (голоморф составной группы): Пусть T — неабелева простая группа и пусть {\displaystyle N_{1}\cong N_{2}\cong T^{k}} для некоторого целого {\displaystyle k\geqslant 2}. Пусть {\displaystyle \Omega =T^{k}}. Тогда {\displaystyle M=N_{1}\times N_{2}} действует транзитивно на {\displaystyle \Omega } посредством {\displaystyle x^{(n_{1},n_{2})}=n_{1}^{-1}xn_{2}} для всех {\displaystyle x\in \Omega ,n_{1}\in N_{1},n_{2}\in N_{2}}. Как и в случае HS, мы имеем {\displaystyle M\cong T^{k}.\mathrm {Inn} (T^{k})} и любой автоморфизм группы {\displaystyle T^{k}} действует на {\displaystyle \Omega }. Примитивная группа типа HC является группой G, такой, что {\displaystyle M\leqslant G''\leqslant T^{k}.\mathrm {Aut} (T^{k})} и G порождает подгруппу {\displaystyle \mathrm {Aut} (T^{k})=\mathrm {Aut} (T)\operatorname {wr} S_{k}}, которая действует транзитивно на множестве k простых прямых множителей {\displaystyle T^{k}}. Любая такая G имеет две минимальные нормальные подгруппы, каждая изоморфна Tk и регулярна.
Группа типа HC сохраняет структуру произведения {\displaystyle \Omega =\Delta ^{k}}, где {\displaystyle \Delta =T} и {\displaystyle G\leqslant H\operatorname {wr} S_{k}}, где H является примитивной группой типа HS на {\displaystyle \Delta }.
TW (скрещённое сплетение): Здесь G имеет единственную минимальную нормальную подгруппу N и {\displaystyle N\cong T^{k}} для некоторой конечной неабелевой простой группы T и N действует регулярно на {\displaystyle \Omega }. Такие группы могут быть построены как скрещённое сплетение и потому обозначается буквами TW (от англ. twisted wreath). Условия, требующиеся для получения примитивности, подразумевают, что {\displaystyle k\geqslant 6}, так что наименьшая степень таких примитивных групп равна 606 .
AS (почти простая): Здесь G является группой, лежащей между T и Aut(T ), то есть G является почти простой группой, отсюда и обозначение (англ. almost simple). Мы ничего не говорим о действии, кроме того, что оно примитивное. Анализ этого типа требует знания о возможных примитивных действиях почти простых групп, что эквивалентно знанию максимальных подгрупп почти простых групп.
SD (простая диагональная): Пусть {\displaystyle N=T^{k}} для некоторой неабелевой простой группы T и целое {\displaystyle k\geqslant 2} и пусть {\displaystyle H=\{(t,\dots ,t)|t\in T\}\leqslant N}. Тогда N действует на множестве {\displaystyle \Omega } на правых классах смежности H в N по правому умножению. Мы можем взять {\displaystyle \{(t_{1},\dots ,t_{k-1},1)|t_{i}\in T\}} как множество представителей классов смежности для H в N и мы можем отождествить {\displaystyle \Omega } с {\displaystyle T^{k-1}}. Теперь {\displaystyle (s_{1},\dots ,s_{k})\in N} переводит класс смежности с представителями {\displaystyle (t_{1},\dots ,t_{k-1},1)} в класс смежности {\displaystyle H(t_{1}s_{1},\dots ,t_{k-1}s_{k-1},s_{k})=H(s_{k}^{-1}t_{k}s_{1},\dots ,s_{k}^{-1}t_{k-1}s_{k-1},1)}. Группа Sk порождает автоморфизмы группы N путём перестановки элементов и оставляет неподвижной подгруппу H, а потому действует на множестве {\displaystyle \Omega }. Заметим также, что H действует на {\displaystyle \Omega } путём порождения Inn(T) и, фактически, любой автоморфизм {\displaystyle \sigma } группы T действует на {\displaystyle \Omega } путём отображения классом смежности с представителями {\displaystyle (t_{1},\dots ,t_{k-1},1)} в класс смежности {\displaystyle (t_{1}^{\sigma },\dots ,t_{k-1}^{\sigma },1)}. Тогда мы берём группу W = N. {\displaystyle (\mathrm {Out} (T)\times S_{k})\leqslant \mathrm {Sym} (\Omega )}.  Примитивная группа типа SD является группой {\displaystyle G\leqslant W}, такой, что {\displaystyle N\vartriangleleft G} и G порождает примитивную подгруппу группы Sk на k простых прямых множителях N.
CD (составная диагональная): Здесь {\displaystyle \Omega =\Delta ^{k}} и {\displaystyle G\leqslant H\operatorname {wr} S_{k}}, где H является примитивной группой типа SD на {\displaystyle \Delta } с минимальной нормальной подгруппой Tl. Более того, {\displaystyle N=T^{kl}} является минимальной нормальной подгруппой группы G и G порождает транзитивную подгруппу группы Sk.
PA (действие на произведения): Здесь {\displaystyle \Omega =\Delta ^{k}} и {\displaystyle G\leqslant H\operatorname {wr} S_{k}}, где H является примитивной почти простой группой с цоколем T. Тогда G имеет действие на произведения на {\displaystyle \Omega }. Более того, {\displaystyle N=T^{k}\vartriangleleft G} и G порождает транзитивную подгруппу группы Sk в её действии на k простых прямых множителя N.
Некоторые авторы используют другое деление на типы. Наиболее часто типы HS и SD рассматриваются как «диагональный тип», а типы HC, CD и PA рассматриваются как «тип, действующий на произведения». Прегер позднее обобщила теорему О'Нэна – Скотта на квазипримитивные группы в статье «Теорема О'Нэна – Скотта для конечных квазипримитивных групп перестановок и приложения к 2-дуговым транзитивным графам».